# Ramatlabama
Ramatlabama est une ville du Botswana.